# Nemoptera coa
Nemoptera coa är en insektsart som först beskrevs av Carl von Linné 1758.  Nemoptera coa ingår i släktet Nemoptera och familjen Nemopteridae. Inga underarter finns listade i Catalogue of Life.